# Hornskov
Hornskov (dansk) eller Hornholz (tysk) er navnet på en bebyggelse og et mindre skovområde beliggende syd for Flensborg mellem landsbyerne Jaruplund, Tostrupmark, Hvilbjerg og Flensborg-bydelen Rude. Administrativt hører landsyben under Hanved Kommune. I kirkelig henseende ligger Hornskov i Oversø Sogn. 
Stedet er første gang nævnt 1619. Forleddet er substantiv horn (hjørne). Nordøst for landsbyen ligger Rudestenen (på tysk Ruethstein). Rudesten viser, hvor Ugle Herred (Oversø Sogn), Vis Herred (Hanved Sogn) og Ugle Herred (Lille Solt Sogn) mødes. Den kløvede grænsesten blev opstillet i 1396 i forbindelse med Rudes indlemmelse i Flensborg by. 
Gaardejer Budach fra Hornskov var blandt de stiftere af Slesvigsk Forening i landdistrikterne efter genforeningen i september 1920.
Store dele af Hornskov Bakker (ty. Hornholzer Höhen) blev i 2025 naturfredet. 